# 2. Tennis-Bundesliga (Herren 30) 2011
Die 2. Tennis-Bundesliga der Herren 30 wurde 2011 zum achten Mal ausgetragen.
Im Zeitraum vom 29. Mai bis zum 16. Juli 2011 kämpften acht Teams um den Aufstieg in die Erstklassigkeit.

## Spieltage und Mannschaften
| Spieltage                                  | Spieltage                     |
| ------------------------------------------ | ----------------------------- |
| 1. Spieltag: So., 29. Mai 2011, 10:00 Uhr  | So., 29. Mai 2011, 11:00 Uhr  |
| 2. Spieltag: So., 5. Juni 2011, 11:00 Uhr  |                               |
| 3. Spieltag: So., 12. Juni 2011, 11:00 Uhr |                               |
| 4. Spieltag: So., 19. Juni 2011, 10:00 Uhr | So., 19. Juni 2011, 11:00 Uhr |
| 5. Spieltag: So., 3. Juli 2011, 11:00 Uhr  |                               |
| 6. Spieltag: So., 10. Juli 2011, 10:00 Uhr | So., 10. Juli 2011, 11:00 Uhr |
| 7. Spieltag: Sa., 16. Juli 2011, 13:00 Uhr |                               |

| Mannschaften             |
| ------------------------ |
| Karlsruher ETV           |
| STG Geroksruhe Stuttgart |
| TC Biberach              |
| TC Bruckmühl-Feldkirchen |
| TC GG Pfungstadt         |
| TC Kaiserswerth          |
| TC Parkhaus Wanne-Eickel |
| TC Rotenbühl Saarbrücken |

## Abschlusstabelle
|     | Mannschaft               | Begegnungen | Punkte | Matches | Sätze  | Spiele  |
| --- | ------------------------ | ----------- | ------ | ------- | ------ | ------- |
| 01. | TC Bruckmühl-Feldkirchen | 7           | 14:0   | 53:10   | 109:24 | 696:364 |
| 02. | TC Kaiserswerth          | 7           | 12:2   | 42:21   | 86:52  | 613:493 |
| 03. | TC Rotenbühl Saarbrücken | 7           | 10:4   | 36:27   | 77:58  | 585:532 |
| 04. | TC Biberach              | 7           | 6:8    | 28:35   | 65:77  | 511:578 |
| 05. | TC Parkhaus Wanne-Eickel | 7           | 4:10   | 28:35   | 66:73  | 586:576 |
| 06. | STG Geroksruhe Stuttgart | 7           | 4:10   | 24:39   | 54:85  | 470:614 |
| 07. | Karlsruher ETV           | 7           | 4:10   | 20:43   | 48:94  | 506:676 |
| 08. | TC GG Pfungstadt         | 7           | 2:12   | 21:42   | 48:90  | 508:642 |

|  | Aufstieg in die 1. Tennis-Bundesliga (Herren) 2012: TC Bruckmühl-Feldkirchen; TC Kaiserswerth |
|  | Abstieg in die Tennis-Regionalliga: Karlsruher ETV; TC GG Pfungstadt                          |

## Mannschaftskader
| Pos. | Name             |
| ---- | ---------------- |
| 1    | Xavier Audouy    |
| 2    | Daniel Merkert   |
| 3    | William Wille    |
| 4    | Jürgen Faßbender |
| 5    | Ralf Karcher     |
| 6    | Sascha Stiefel   |
| 7    | Jens Knobloch    |
| 8    | Thomas Randel    |
| 9    | Oliver Klenert   |
| 10   | Andrej Suprunov  |
| 11   | Christoph Russ   |
| 12   | Steven Meyer     |
| 13   |                  |
| 14   |                  |
| 15   |                  |
| 16   |                  |

| Pos. | Name             |
| ---- | ---------------- |
| 1    | Alessandro Motti |
| 2    | Iztok Božic      |
| 3    | Jens Gerlach     |
| 4    | Jan Grüninger    |
| 5    | Marko Por        |
| 6    | Kay Spindler     |
| 7    | Oliver Wälder    |
| 8    | Holger Rebholz   |
| 9    | Michael Bayh     |
| 10   | Nando Kern       |
| 11   | Michael Kraus    |
| 12   | Heiko Kachel     |
| 13   | Michael Bleicher |
| 14   |                  |
| 15   |                  |
| 16   |                  |

| Pos. | Name             |
| ---- | ---------------- |
| 1    | Roberto Menéndez |
| 2    | Teo Susniak      |
| 3    | Tadej Senk       |
| 4    | Jochen Moll      |
| 5    | Marcus Selg      |
| 6    | Benjamin Köhle   |
| 7    | Stefan Feyen     |
| 8    | Björn Schneider  |
| 9    | Steffen Kirchner |
| 10   | Paul Kosan       |
| 11   | Michael Kaiser   |
| 12   | Andreas Reiffen  |
| 13   | Marko Radulovic  |
| 14   |                  |
| 15   |                  |
| 16   |                  |

| Pos. | Name                 |
| ---- | -------------------- |
| 1    | Benedikt Dorsch      |
| 2    | Ingo Neumüller       |
| 3    | Juan Antonio Marín   |
| 4    | Ivo Heuberger        |
| 5    | Johann Fischhaber    |
| 6    | Björn Krenzer        |
| 7    | Peter Thelen         |
| 8    | Jerney Karner        |
| 9    | Markus Hornung       |
| 10   | Udo Plamberger       |
| 11   | Sascha Bandermann    |
| 12   | Erler Markus         |
| 13   | Thomas Fröhlich      |
| 14   | Martin Poschenrieder |
| 15   |                      |
| 16   |                      |

| Pos. | Name              |
| ---- | ----------------- |
| 1    | Jens Kiefner      |
| 2    | Philipp Stockhoff |
| 3    | Andreas Lesch     |
| 4    | Frank Dennhardt   |
| 5    | Dominik Böttcher  |
| 6    | David Hahn        |
| 7    | Jan Vrbsky        |
| 8    | Thomas Kilbert    |
| 9    | Jan Vydra         |
| 10   | Rene Sturm        |
| 11   | Sasha Rampazzo    |
| 12   | Marton Petöfi     |
| 13   | Clemens Klein     |
| 14   | Andreas Schößler  |
| 15   |                   |
| 16   |                   |

| Pos. | Name               |
| ---- | ------------------ |
| 1    |                    |
| 2    |                    |
| 3    |                    |
| 4    |                    |
| 5    |                    |
| 6    |                    |
| 7    | Ron Röhrig         |
| 8    | Torsten Herrmann   |
| 9    | Volker Dittmann    |
| 10   | Ralf Knobel        |
| 11   | Christian Lindfeld |
| 12   | Werner Klemm       |
| 13   | Tom Scheidt        |
| 14   |                    |
| 15   |                    |
| 16   |                    |

| Pos. | Name              |
| ---- | ----------------- |
| 1    | Ferran Ventura    |
| 2    | Mariusz Zielinski |
| 3    | Tobias Wessel     |
| 4    | David Bronner     |
| 5    | Rainer Paschen    |
| 6    | Michael Parzy     |
| 7    | Olaf Grandt       |
| 8    | Thomas Kootz      |
| 9    | Kai Becker        |
| 10   | Gregor Jentsch    |
| 11   | Patrick Real      |
| 12   | Götz Burkhard     |
| 13   |                   |
| 14   |                   |
| 15   |                   |
| 16   |                   |

| Pos. | Name              |
| ---- | ----------------- |
| 1    |                   |
| 2    |                   |
| 3    |                   |
| 4    |                   |
| 5    |                   |
| 6    |                   |
| 7    | Alain Schott      |
| 8    | Heiner Schmidt    |
| 9    | Ralph Büdenbender |
| 10   | Torsten Klein     |
| 11   | Bill Jenkins      |
| 12   | Bernhard Köllner  |
| 13   | Christian Bely    |
| 14   | Till Rosar        |
| 15   |                   |
| 16   |                   |

## Ergebnisse
| Datum/Uhrzeit      | Heimmannschaft           | Gastmannschaft           | Matches | Sätze | Spiele |
| ------------------ | ------------------------ | ------------------------ | ------- | ----- | ------ |
| So. 29. Mai 10:00  | TC Kaiserswerth          | TC Biberach              | 6:3     | 13:8  | 83:70  |
| So. 29. Mai 11:00  | Karlsruher ETV           | TC Bruckmühl-Feldkirchen | 0:9     | 1:18  | 43:106 |
| So. 29. Mai 11:00  | TC Rotenbühl Saarbrücken | TC Parkhaus Wanne-Eickel | 5:4     | 10:11 | 79:91  |
| So. 29. Mai 11:00  | STG Geroksruhe Stuttgart | TC GG Pfungstadt         | 7:2     | 14:6  | 96:79  |
| So. 5. Juni 11:00  | TC GG Pfungstadt         | TC Bruckmühl-Feldkirchen | 2:7     | 4:14  | 64:93  |
| So. 5. Juni 11:00  | TC Parkhaus Wanne-Eickel | STG Geroksruhe Stuttgart | 3:6     | 8:12  | 81:84  |
| So. 5. Juni 11:00  | TC Biberach              | Karlsruher ETV           | 6:3     | 12:7  | 83:73  |
| So. 5. Juni 11:00  | TC Rotenbühl Saarbrücken | TC Kaiserswerth          | 3:6     | 8:12  | 80:91  |
| So. 12. Juni 11:00 | Karlsruher ETV           | TC Rotenbühl Saarbrücken | 3:6     | 6:13  | 75:97  |
| So. 12. Juni 11:00 | STG Geroskruhe Stuttgart | TC Kaiserswerth          | 2:7     | 4:14  | 44:89  |
| So. 12. Juni 11:00 | TC Bruckmühl-Feldkirchen | TC Biberach              | 7:2     | 14:7  | 91:69  |
| So. 12. Juni 11:00 | TC Parkhaus Wanne-Eickel | TC GG Pfungstadt         | 6:3     | 12:7  | 95:75  |
| So. 19. Juni 10:00 | TC Kaiserswerth          | TC Bruckmühl-Feldkirchen | 2:7     | 4:16  | 61:106 |
| So. 19. Juni 11:00 | TC Biberach              | STG Geroksruhe Stuttgart | 6:3     | 12:8  | 72:63  |
| So. 19. Juni 11:00 | Karlsruher ETV           | TC Parkhaus Wanne-Eickel | 2:7     | 5:15  | 64:103 |
| So. 19. Juni 11:00 | TC Rotenbühl Saarbrücken | TC GG Pfungstadt         | 6:3     | 13:6  | 93:60  |
| So. 3. Juli 11:00  | STG Geroksruhe Stuttgart | TC Bruckmühl-Feldkirchen | 1:8     | 2:16  | 35:96  |
| So. 3. Juli 11:00  | TC GG Pfungstadt         | Karlsruher ETV           | 4:5     | 10:11 | 94:89  |
| So. 3. Juli 11:00  | TC Kaiserswerth          | TC Parkhaus Wanne-Eickel | 7:2     | 14:6  | 100:77 |
| So. 3. Juli 11:00  | TC Biberach              | TC Rotenbühl Saarbrücken | 2:7     | 5:15  | 63:100 |
| So. 10. Juli 10:00 | TC Parkhaus Wanne-Eickel | TC Biberach              | 4:5     | 10:10 | 85:71  |
| So. 10. Juli 10:00 | TC Bruckmühl-Feldkirchen | TC Rotenbühl Saarbrücken | 8:1     | 16:2  | 101:38 |
| So. 10. Juli 11:00 | TC GG Pfungstadt         | TC Kaiserswerth          | 2:7     | 5:15  | 53:93  |
| So. 10. Juli 11:00 | Karlsruher ETV           | STG Geroksruhe Stuttgart | 5:4     | 13:12 | 99:97  |
| Sa. 16. Juli 13:00 | TC Bruckmühl-Feldkirchen | TC Parkhaus Wanne-Eickel | 7:2     | 15:4  | 103:54 |
| Sa. 16. Juli 13:00 | TC Kaiserswerth          | Karlsruher ETV           | 7:2     | 14:5  | 96:63  |
| Sa. 16. Juli 13:00 | TC Rotenbühl Saarbrücken | STG Geroksruhe Stuttgart | 8:1     | 16:2  | 98:51  |
| Sa. 16. Juli 13:00 | TC Biberach              | TC GG Pfungstadt         | 4:5     | 11:10 | 83:83  |